# Claudionor Franco
Nonô, właśc. Cláudionor Reinaldo Franco (ur. 13 lutego 1940 w Colatinie) – brazylijski piłkarz występujący na pozycji lewego obrońcy.

## Kariera klubowa
W czasie kariery piłkarskiej Nonô grał w Fluminense FC. Z Fluminense zdobył mistrzostwo stanu Rio de Janeiro – Campeonato Carioca w 1964 roku.

## Kariera reprezentacyjna
W 1960 roku Nonô uczestniczył w Igrzyskach Olimpijskich w Rzymie. Na turnieju Nonô wystąpił we wszystkich trzech meczach grupowych reprezentacji Brazylii z Wielką Brytanią, Tajwanem i Włochami.